# Ein Geschenk des Himmels (2005)
Ein Geschenk des Himmels ist ein Fernsehfilm aus dem Jahre 2005.

## Handlung
Susanne ist alleinerziehende Mutter des achtjährigen Tims. Sie will Peter Pfefferle heiraten. Tim ist aber von seinem neuen Vater nicht begeistert und betet um himmlischen Beistand. Am kommenden Morgen sitzt ein Fremder am Harmonium des Andachtsraums der Pietistengemeinde. Johnny ist aber nicht als Engel gekommen. Er ist ein Anwalt aus Frankfurt und kommt in seine Heimatstadt, da er meint, das Haus der Glaubensgemeinschaft von seiner Mutter geerbt zu haben. Nun möchte er die Gemeinde vertreiben, da der Frauenheld das Geld braucht. Allerdings ist Susanne Erbin des Hauses, da diese sich um die alte Frau gekümmert hat. Aber Johnny will um sein Erbe kämpfen. Mit der Zeit werden sich beide immer sympathischer und sie verlieben sich ineinander.

## Produktion
Der Film wurde von der RheinFilm TV- und Medienproduktiongesellschaft produziert. Drehorte waren Frankfurt am Main und Schwäbisch Hall.
Die Erstausstrahlung fand am 3. Juni 2005 im Ersten statt.

## Kritik
TV-Spielfilm gibt einen Daumen nach oben und meint Freundlich, pfiffig und sehr ironisch.